# 辣醬

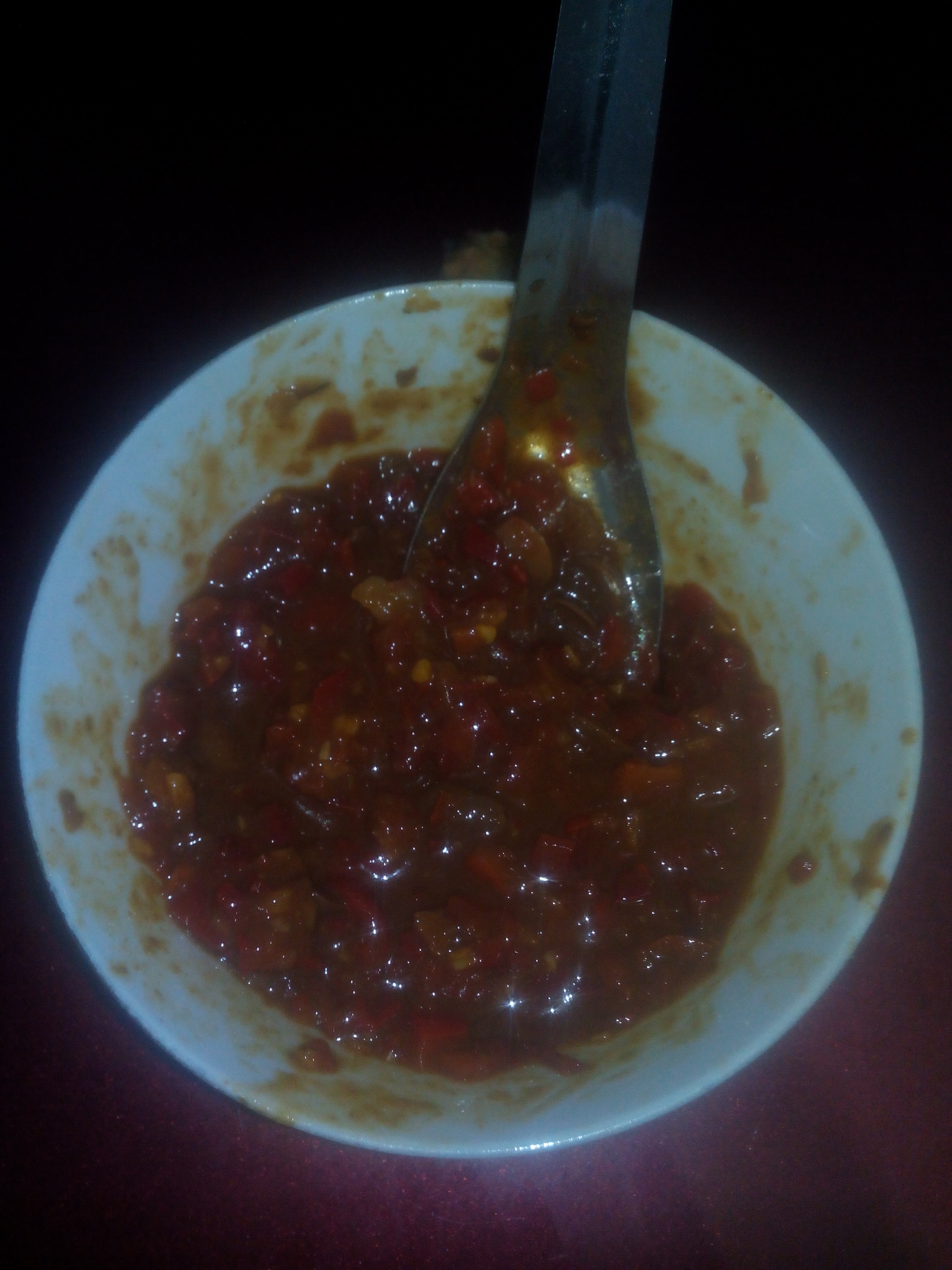
辣豆瓣醬

辣醬（英語：Hot sauce），泛指各种以辛辣香料製成的辣味醬汁，其中以辣椒制成的辣椒醬最普遍，其它辣酱原料如芥菜种子可制成芥末酱，还有山葵、辣根、胡椒等各类原料。

## 原料
辣椒醬中的辣味來自於辣椒素，辣椒素能夠作用在舌頭上的受器，讓舌頭感到熱辣的刺激。在辣椒中含有大量辣椒素。在食物中加入辣醬，可以讓人的味覺受到衝擊，產生熱感、流汗等反應。
辣椒醬通常也會加入糖、鹽來作調味。

## 辣椒醬代表
- 塔巴斯科辣椒醬
- 是拉差香甜辣椒醬
- 萨尔萨辣酱
- 叁巴醬
- 台灣甜辣醬
- 布萊的一千六百萬儲備
- 老干妈系列辣酱